# Lévai Imre
Lévai Imre (Hajdúböszörmény, 1924. augusztus 2. – Miskolc, 2012. szeptember 10.) gépészmérnök, egyetemi tanár.

## Élete, munkássága
Lévai Imre 1924-ben született, asszimilálódott zsidó családban Hajdúböszörményben. Édesapja földműves volt, édesanyja háztartásbeli. 1943-ban a hajdúböszörményi Bocskai István Református Gimnázium reál tagozatán érettségizett. Érettségijét követően egy angol gépgyár debreceni leányvállalatának ösztöndíját nyerte el.
A háborús időszak következtében kissé megkésve, 1950-ben szerzett gépészmérnöki diplomát a Budapesti Műszaki Egyetemen. Ezt követően került 1950-ben a Miskolci Egyetem Gépelemek Tanszékére. Az első tíz éve a Nehézipari Műszaki Egyetemen korábban Rákosi Mátyás Nehézipari Műszaki Egyetem) egybeesett a Gépészmérnöki Kar megalapításával. Munkássága ebben az időszakban – Terplán Zénó professzor irányítása mellett – a Tanszék oktatásának kialakítására, új tantárgyak bevezetésére, a megfelelő oktatási módszerek kimunkálására terjedt ki. Ezen években állította össze a „Különleges gépelemek” c. tantárgyat, amelyben a fáradásra való méretezés, a siklócsapágyak hidrodinamikus kenéselmélete és az ívelt fogazatú kúpkerekek, továbbá általános fogazásgeometriai kérdések kerültek összefoglalásra. Elsők között ismerte fel, hogy színvonalas oktatás csak elmélyült kutatómunkára épülhet. Így már az 50-es években – amikor a feltételei még alig-alig voltak meg – megkezdte tudományos kutató tevékenységét. Ebben az időszakban a Diósgyőri Gépgyár Tervező Irodájában is dolgozott, ahol főleg hajtóművekkel és hidraulikus vezérléssel foglalkozott. Elsők között szerezte meg 1960-ban, a műszaki doktori címet, disszertációjának témája „Nem köralakú hengeres kerekek fogazásgeometriájának és gyártásának alapelve”. 1963-tól egyetemi docens.
1963-1967 között dékánhelyettesi feladatokat látott el. Ez idő alatt vált a képzés a Gépészmérnöki Karon több szakúvá. Az ipar akkori igényének megfelelően vegyipari gépész szak és szerszámgépész szak jött létre és így a gépgyártástechnológus képzés mellett géptervező és folyamattervező képzés is kialakult. Erre az időszakra esett a Tanszékek tudományos kutató munkájának a kiszélesítése, a nemzetközi kapcsolatok kialakítása, melyekben jelentős részt vállalt. Kutatómunkájában, elsősorban a fogazásgeometriai feladatokra koncentrált. Számos dolgozatot publikált, konferenciákon előadásokat tartott gyakran, idehaza és külföldön egyaránt. Mindezek vezettek el oda, hogy 1966-ban Kitérő tengelyek között változó mozgásátvitelt megvalósító egyenesélű szerszámmal lefejthető fogazott kerekek címmel készített disszertációjával megszerezte a műszaki tudományok kandidátusa tudományos fokozatot.
1966-1984 között tanszékvezető a Szállítóberendezések Tanszékén. 1968-ban egyetemi tanárrá nevezték ki, majd 1969-1972 között az Egyetem oktatási rektorhelyettesi feladatait is ellátta. 
1974-1983 között a Gépészmérnöki Kar dékánja. Már a 60-as évek végén, a 70-es évek elején felismerte, hogy kutató munkájában a számítógépek alkalmazása új horizontot jelent. Így mind a Gépelemek Tanszékéről magával hozott fogazásgeometriai feladatok megoldásának, mind az anyagmozgató gépek dinamikai vizsgálatának lehetőségeit számottevően megnövelte a számítógépes eljárások felhasználása. Ezzel elérhető volt az is, hogy a diplomatervezés folyamatának irányításában a Kar Tanszékei széles körben részt vehessenek. Elkezdődött a számítástechnika, a számítógépes szemlélet oktatásba való bevezetése, melyekben jelentős kezdeményező és koordináló szerepe volt.
1980-ban megvédte Fogazatok kapcsolódásának kinematikai elmélete és alkalmazása hipoidhajtások tervezésére c. akadémiai doktori értekezését. Kutatási területe: Fogaskerekek kapcsolódása, tribológia, anyagmozgató gépek építő elemei, anyagmozgató gépek dinamikája. Megjelent közleményeinek száma 120, hivatkozások: 40.
Vezetésével PhD fokozatot, kandidátusi címet szerzett: 4 fő.
1970-73 között tagja volt a TMB Gépészeti-Kohászati Szakbizottságának, 1970-től a Magyar Tudományos Akadémia Gépszerkezettani Bizottságának, a Miskolci Akadémiai Bizottság Gépészeti Szakbizottságának, a Gépipari Tudományos Egyesület BAZ megyei Szervezete Anyagmozgatási Szakosztályának és a MTESZ BAZ megyei Szervezete Anyagmozgatási Bizottságának, melynek elnöke is volt.
1984-ben, nyugdíjba vonulása után, aktívan kapcsolódott be a PhD. képzésbe, tudományos vezetői feladatokat látott el, előadásokat tartott PhD. hallgatóknak. Az újjáalakult Magyar Tudományos Akadémia által létrehozott Köztestületnek egy cikluson át 1994-97 volt tagja. Közreműködött OTKA szakértő bizottságokban, valamint a Magyar Akkreditációs Bizottságok által kirendelt látogató bizottságokban is. 
A Miskolci Egyetem Professzorok Tanácsának, mint közéleti fórumnak az alapítója és első elnöke 2001-2004.

## Elismerései
- 1962 - Munkaérdemérem
- 1972 - Munkaérdemrend Ezüst fokozata
- 1978 - Anyagmozgatás-csomagolás fejlesztéséért emlékérem arany fokozata
- 1981 - Munkaérdemrend Arany fokozata
- 1985 - Signum Aureum Universitas
- 1994 - Miskolci Egyetem díszdoktora
- 1995 - Akadémiai Díj
- 1997 - Professor Emeritus
- 1999 - Egyetemi Jubileumi Aranyérem
- 1999 - Pro Universitate
- 2005 - Szent-Györgyi Albert-díj
- 2010 - Apáczai Csere János-díj

## Válogatott publikációi
1. Az elliptikus homlokkerékhajtás és fogazás vizsgálata. /Kézirat./ Akadémiai prémiumos dolgozat. M. 1953. 1/28.
2. Nem köralakú hengeres kerekek fogazásgeometriájának és gyártásának alapelve. /Műsz. egyetemi doktori értekezés. Elfogadva 1960-ban./ /Kézirat./ M. 1958. 1/36 + függ; Rövidítve és módosított címmel. = NME Közl. 14/1967/ 31/42
3. Über verzahnte Räder, die eine veränderliche Bewegungsübertragung zwischen sich kreuzenden Achsen verwirklichen und durch ein geradschneidiges Werkzeug abwälzbar sind. = Acta Technica. 69/1970/ 1-2. 149/170.
4. Kitérő tengelyek között változó mozgásátvitelt megvalósító – egyenesélű szerszámmal lefejthető – fogazott kerekek. /Kandidátusi disszertáció./ /Kézirat./ M. 1965. 1/83. /TMB 1966-ban fogadta el./; Rövidítve. = NME Közl. 14/1967/ 31/41.
5. Anyagmozgatás és gépei. /Egyetemi Jegyzet./ Tankönyvkiadó. Bp. 1969.
6. Über verzahnte Räder, die eine veränderliche Bewegungsübertragung zwischen sich kreuzenden Achsen verwirklichen und durch ein geradschneidiges Werkzeug abwälzbar sind. = Acta Technica. 69/1970/ 1-2. 149/170.
7. Az anyagmozgatás és gépei. I. /Egyetemi jegyzet./ Tankönyvkiadó. Bp. 1977.
8. Eine Art der Bestimmung des kritischen Eingriffswinkels und die Anwendung des Ergebnisses bei der Dimensionierung von Hypoidgetrieben. = Publications of the Technical University for Heavy Industry. Series C /Machinery/. 34/1978/ 1. 3/19.
9. Gépszerkezettan I. /. /Egyetemi Jegyzet./ Tankönyvkiadó. Bp. 1978.
10. Fogazatok kapcsolódásának kinematikai elmélete és alkalmazása a hipoid-hajtások tervezésére. /Doktori disszertáció, amelyet a TMB 1980-ban fogadott el. / /Kézirat./ M. 1980. 1/153.
11. Hipoidhajtások. Részlet az Erney György szerk.-tte „Fogaskerekek” c. könyvben. Műszaki Könyvkiadó. Bp. 1983. 201/219.
12. Lévai Imre: Geometric Planning of Cylindrical Worm-Double Internal Ring Wheel, Publication of the University of Miskolc Volume 4, 2004.
13. Definition of the Loss Factor in the Relative Space of Torsion of Gear Trains having Skew Axes. Gépészet 2000. Proceedings of Second Conference on Mechanical Engineering. BMGE. May 25-26. 2000. Springer Verlag
14. Lévai Imre: Fundamental quantities of spatial gear meshing, Publications of University of Miskolc, Series C, 2000
15. Hipoidhajtások tervezésének alapjai. Miskolci Egyetemi Kiadó. 1994. könyv
16. Lévai Imre: Különleges csigahajtások, Dudás Illés: Csigahajtások elmélete és gyártása, könyvfejezet, 2007.
17. Lévai Imre: Contact of Cylindrical Worms - Internal Cone Wheels and Their Meshing, GÉP 2007/8-9.
18. Contact of Cylindrical Worms-Internal Face and Their Meshing. GÉP2008/- 10-11. p. 69-85.
19. Lévai Imre, Dudás Illés: Special Worm Gear Drives, Proceedings of 12th International Conference on Tools, Miskolc, 2007.
20. Lévai Imre, Nándoriné Tóth Mária: Kapcsolási tengelyek mint határértékek - általános helyzetű csigahajtásnál, GÉP 2007/2.
21. Anyagmozgatási és Logisztikai Tanszék 1951-2011 : A tanszék alapításának 60. évfordulója alkalmából, 2011. Könyv